# Liste der Landschaftsschutzgebiete im Saarland
Die Liste der Landschaftsschutzgebiete im Saarland ist gegliedert nach den Kreisen im Saarland.

## Liste
- Liste der Landschaftsschutzgebiete im Landkreis Merzig-Wadern
- Liste der Landschaftsschutzgebiete im Landkreis Neunkirchen
- Liste der Landschaftsschutzgebiete im Regionalverband Saarbrücken
- Liste der Landschaftsschutzgebiete im Landkreis Saarlouis
- Liste der Landschaftsschutzgebiete im Saarpfalz-Kreis
- Liste der Landschaftsschutzgebiete im Landkreis St. Wendel